# Jim Nicholson
James Frederick Nicholson (født 29. januar 1945) er siden 1989 britisk medlem af Europa-Parlamentet, valgt for Ulster Unionist Party (indgår i parlamentsgruppen ECR).